# Grown Backwards
Grown Backwards è un album discografico in studio del musicista scozzese David Byrne, pubblicato nel 2004. 

## Tracce
Tutte le tracce sono scritte da David Byrne, tranne dove indicato.
1. Glass, Concrete & Stone – 4:13
2. The Man Who Loved Beer (Donald Charles Book & Kurt Wagner) – 2:41
3. Au fond du Temple Saint (Georges Bizet, Eugène Cormon, Michel Carré) - 4:49
4. Empire – 4:12
5. Tiny Apocalypse – 4:03
6. She Only Sleeps – 2:57
7. Dialog Box – 3:30
8. The Other Side of this Life – 4:00
9. Why – 2:54
10. Pirates – 3:52
11. Civilization – 3:17
12. Astronaut – 2:55
13. Glad – 1:58
14. Un Dì, Felice, Eterea (Giuseppe Verdi) – 2:51
15. Lazy (bonus track) (Byrne/X-Press 2) – 9:35